# Mohnyin (dystrykt)
Mohnyin – dystrykt w Mjanmie, w stanie Kaczin.
Dystrykt leży w zachodniej części stanu, przy granicy z Chinami. Na jego terenie znajduje się jezioro Indawgyi.
Według spisu z 2014 roku zamieszkuje tu 673 608 osób, w tym 375 822 mężczyzn i 297 786 kobiet, a ludność miejska stanowi 21,9% populacji.
Dystrykt dzieli się na 3 townships: Mohnyin, Mogaung, Phakant oraz 2 subtownships: Hopin, Kamine.